# 48ª Brigata artiglieria
La 48ª Brigata autonoma artiglieria (in ucraino 48-ма окрема артилерійська бригада?, 48-ma okrema artylerijs'ka bryhada, unità militare A4681) è un'unità di artiglieria delle Forze terrestri ucraine, subordinata al Comando operativo "Nord" e con base a Poltava.

## Storia
La brigata è stata creata nel febbraio 2023, nell'ambito dell'espansione dell'esercito ucraino nel corso dell'invasione russa del paese. L'unità è stata impiegata in combattimento per la prima volta nel gennaio 2024 nell'oblast' di Zaporižžja. Successivamente ha partecipato agli scontri nelle regioni di Sumy, Cherson, Donec'k e Charkiv.

## Struttura
- Comando di brigata[4]
- 1º Battaglione artiglieria
- 2º Battaglione artiglieria
- 3º Battaglione artiglieria
- Battaglione artiglieria controcarri
- Battaglione acquisizione obiettivi
- Compagnia genio
- Compagnia manutenzione
- Compagnia logistica
- Compagnia comunicazioni
- Compagnia radar
- Compagnia difesa NBC
- Compagnia medica

## Comandanti
- Colonnello Volodymyr Kapitula (febbraio 2023 - in carica)[5]